# Dinko Štambak
Dinko Štambak (Donji Dolac, 21. srpnja 1912. – Pariz, 24. travnja 1989.), hrvatski književnik i prevoditelj.

## Životopis
Dinko Štambak rođen je u Donjem Dolcu, malom mjestu u zaleđu Omiša, gdje je u to doba službovao njegov otac. Kao dijete seli se s obitelji u rodni grad svog oca, Imotski u kojem je proveo djetinjstvo i završio osnovno školovanje. Klasičnu gimnaziju pohađao je u Sinju, a teologiju u Makarskoj. Prije zaređenja napustio je život svećenika i otišao na studij u Zagreb, gdje je na Filozofskom fakultetu diplomirao jugoslavistiku te francuski i engleski jezik. U Zagrebu je živio boemski, a družio se intenzivno s velikim književnim imenima poput Tina Ujevića, Ivana Gorana Kovačića i Dragutina Tadijanovića. Radio je kao novinar i korektor u Leksikografskom zavodu koji je vodio Mate Ujević. Za Hrvatsku enciklopediju napisao je i brojne natuknice o francuskoj književnosti. Uz to pisao je pjesme (kojih se kasnije odrekao zbog slabe umjetničke vrijednosti), članke, kritike i eseje, a mnogo je prevodio pjesme, prozu, romansirane biografije (Luj XIV., Cervantes, Chopin i Musset) i memoare (Josip Neustadter: Ban Jelačić). Zbog intelektualnog rada često je imao problema s vlastima NDH. 
Potkraj 1945. seli u Pariz, gdje je pohađao doktorski studij na Sorboni. Bio je stipendist francuske vlade 1945-1947, stručni suradnik u Nacionalnom centru za znanstvena istraživanja, odjelu za sociologiju južnih Slavena 1949-1952. Doktorski studij o fenomenu boeme u Parizu nije završio, ali je istraživanja objavio u knjizi Pariška boema. Razočaran zbivanjima u poratnoj Hrvatskoj, odlučio se na dobrovoljni egzil pa u Hrvatsku nije svraćao sljedećih 20 godina. U Parizu je zasnovao obitelj, a radio je kao književni izvjestitelj i kritičar francuskoga radija 1952-1966. Zahvaljujući poslu i svestranom obrazovanju, kretao se pariškim krugovima, a kod njega su redovito navraćali i naši intelektualci poput Tadijanovića. On sam bio je strastveni putnik, a najradije se kretao kolijevkom europske kulture - Sredozemljem. U mirovinu je otišao 1977., a onda je nastavio raditi kao profesor na jednoj gimnaziji za djecu s posebnim potrebama. U godinama pred mirovinu ponovo je počeo dolaziti u Hrvatsku, k obitelji u Imotski. U to vrijeme nastala su njegova djela o djetinjstvu i gradu.
Umro je u Parizu 1989., a pokopan je u Imotskom. Na obiteljskoj kući podignuta mu je spomen-ploča. 

## Djela
- Pariska bohema; Zagreb, Znanje, 1973.
- Talijanski puti; Split, Čakavski sabor, 1977.
- Grčki puti ili Makljenov list; Split, Čakavski sabor, 1979.
- Mulci; Split, Logos, 1986.
- Dvadeset i pet godina Pariza (1945-1970); Zagreb, Znanje, 1987.
- Oko Modroga i Crvenog jezera; Imotski, Imotska krajina, 1987.
- Bilo jednom u Imotskom; Zagreb, Respons Digitus, 2012.

- Ban Jelačić i događaji u Hrvatskoj od godine 1848. / Neustaedter, Joseph [preveo s francuskog Dinko Štambak]; Zagreb, Hrvatski izdavački bibliografski zavod, 1942.
- Miguel Cervantes / Jean Babelon [preveo Dinko Štambak]; Zagreb, 1943. (Junaci djela i misli; knj. 1)
- Chopin / Guy de Pourtales [preveo Dinko Štambak]; Zagreb, 1944. (Junaci djela i misli; knj. 7)
- Kratil / Platon [preveo s grčkog Dinko Štambak]; Zagreb, Studentski centar u Zagrebu, 1976.
- Filoktet / Sofoklo [preveo s grčkog Dinko Štambak]; Zagreb, GZH, 1980.
- Odabrana francuska proza [preveo s francuskog Dinko Štambak]; Zagreb, Marica Hrvatska 1998.

## Vanjske poveznice
http://dinkostambak.com/  Arhivirana inačica izvorne stranice od 19. listopada 2012. (Wayback Machine)